# Discografia de Jake Zyrus
A discografia de Jake Zyrus é composta por dois álbums de estúdio, dois EPs, quatro singles, seis singles promocionais, e seis vídeos musicais. Jake usou o monônimo Charice até 2017, quando fez sua transição de gênero para o sexo masculino.
Iniciando sua carreira como cantora das Filipinas, em 2008, Charice lançou seu primeiro EP apenas nas Filipinas e foi também seu primeiro álbum sob a Star Records intitulado Charice e foi disco de platina. E em 2009, ela lançou outro disco de platina, intitulado My Inspiration segundo álbum lançado apenas nas Filipinas.
No episódio de 18 de maio Oprah's Search for the World's Most Talented Kids do The Oprah Winfrey Show, ela estreou seu primeiro single internacional "Note to God", escrita por Diane Warren e produzida por David Foster. O single foi disponibilizado para download digital no mesmo dia e estreou no nº 24 da Billboard Hot Digital Songs, no nº 44 na Billboard Hot 100, no nº 9 na parada de singles digitais do Canadá e no nº 35 na Canadian Hot 100. Ela lançou o single de seu álbum de estréia internacional, "Pyramid", que contou com participação do rapper, Iyaz. Tornou-se o seu single de maior sucesso até à data, fazendo um mapa dentro do top-40 em vários países, e estreando no The Oprah Winfrey Show, onde ela cantou ao vivo.
Ela lançou seu primeiro álbum de estúdio internacional, em 2010 intitulado Charice. O álbum entrou na Billboard 200, no número oito e fez de Charice a única cantora Asíatica a entrar no Top 10 da parada. No final de 2010, ela lançou um Extended Play, intitulado Grown-Up Christmas List.
Em 2011, Charice começou a trabalhar para o seu segundo álbum internacional, Infinity (álbum de Charice). Colaborando com vários artistas, ela lançou seu primeiro single "Before It Explodes", escrito por Bruno Mars e Levine Ari, e foi produzido por The Smeezingtons. E acordo com a Billboard Magazine, "Louder" foi o segundo single de Charice de seu segundo álbum, lançado em maio de 2011.

## Álbuns

### Álbuns de estúdio
| Ano                       | Álbuns            | Posições Nos Charts | Posições Nos Charts | Posições Nos Charts | Posições Nos Charts | Certificações        |
| Ano                       | Álbuns            | US                  | CAN                 | JPN                 | KOR                 | Certificações        |
| ------------------------- | ----------------- | ------------------- | ------------------- | ------------------- | ------------------- | -------------------- |
| 2009                      | My Inspiration[A] | —                   | —                   | —                   | —                   | - : Platina          |
| 2010                      | Charice           | 8                   | 4                   | 6                   | 11                  | - : Platina - : Ouro |
| 2011                      | Infinity          | —                   | —                   | 8                   | —                   |                      |
| "—" Não entrou na Parada. |                   |                     |                     |                     |                     |                      |

### Extended plays
| Ano  | Álbum                   | Certificação |
| ---- | ----------------------- | ------------ |
| 2008 | Charice[A]              | - : Platina  |
| 2010 | Grown-Up Christmas List |              |

## Singles
| Ano  | Single                     | Melhor Posição | Melhor Posição | Melhor Posição | Melhor Posição | Melhor Posição | Melhor Posição | Melhor Posição | Melhor Posição | Melhor Posição | Melhor Posição | Album    |
| Ano  | Single                     | AUS            | CAN            | IRE            | JPN            | NET            | US             | US Dance       | US AC          | UK             | EUR            | Album    |
| ---- | -------------------------- | -------------- | -------------- | -------------- | -------------- | -------------- | -------------- | -------------- | -------------- | -------------- | -------------- | -------- |
| 2009 | "Note to God"              | —              | 35             | —              | —              | —              | 44             | —              | —              | —              | —              | Charice  |
| 2010 | "Pyramid" (featuring Iyaz) | 45             | 41             | 21             | 4              | 53             | 56             | 1              | —              | 17             | 58             | Charice  |
| 2011 | "Before It Explodes"       | —              | —              | —              | —              | —              | —              | —              | —              | —              | —              | Infinity |
| 2011 | "Louder"                   | —              | —              | —              | 34             | —              | —              | —              | —              | —              | —              | Infinity |

### Como Artista Coinvidada
| Ano  | Single                                                                       | Posições | Posições | Album                    |
| Ano  | Single                                                                       | JPN      | US AC    | Album                    |
| ---- | ---------------------------------------------------------------------------- | -------- | -------- | ------------------------ |
| 2009 | "Have Yourself a Merry Little Christmas" (David Archuleta featuring Charice) | —        | 22       | Christmas from the Heart |
| 2010 | "Wherever You Are" (Unique featuring Charice)                                | 1        | —        | From Brooklyn to You     |

## Outros Singles
| Ano  | Single                     | Posições | Posições | Posições | Posições | Posições | Posições | Posições | Posições | Posições | Posições | Album                   |
| Ano  | Single                     | AUS      | CAN      | IRE      | JPN      | NET      | US       | US Dance | US AC    | UK       | EUR      | Album                   |
| ---- | -------------------------- | -------- | -------- | -------- | -------- | -------- | -------- | -------- | -------- | -------- | -------- | ----------------------- |
| 2010 | "Happy Xmas (War Is Over)" | —        | —        | —        | 83       | —        | —        | —        | —        | —        | —        | Grown-Up Christmas List |